# Gyrinus aquisextanea
Gyrinus aquisextanea là một loài bọ cánh cứng trong họ van Gyrinidae. Loài này được Nel miêu tả khoa học năm 1989.